# Sokolovna v Prostějově
Sokolovna v Prostějově je sídlo městské tělovýchovné jednoty postavené v secesním stylu v letech 1906–1908. Od 16. března 2004 je budova památkově chráněná.

## Historie
Důvod k výstavbě nové sokolovny byl nedostatek vhodných prostor pro cvičení, který Prostějovské tížil už od roku 1869. V roce 1884 začal spolek Sokol vybírat peníze na stavbu. Příprava projektu probíhala od roku 1900. Prostějovská sokolská jednota v roce 1906 pověřila architekta Otokata Pokorného a samotnou stavbou místní firmu Čeňka Venclíka. Slavnostně byla budova otevřena ku příležitosti celostátního sletu sokolstva, konaného v Prostějově 15. a 16. srpna 1908.
Za první republiky v sokolovně fungovalo kino a během druhé světové války sloužila nemocničním účelům. Až v roce 1945 byla navrácena sokolské obci. Po únoru 1948 byl objekt převeden do fondu Československého svazu tělesné výchovy a zdejší oddíl byl přejmenován na TJ Jiskra Prostějov. Během 70. let došlo k rekonstrukci budovy, jež nenarušila původní architektonický ráz. Roku 1981 byla vyměněna střešní krytina. Sokolské jednotě objekt opět patří od roku 1991.

## Popis
Objekt je tvořen dvoupatrovou budovou, vystavěnou ve stylu secese, která je rozdělena na tělocviční trakt se čtyřmi okenními osami a správní část s osami třemi, která obsahuje hygienické zázemí sportovců, bytovou jednotku, kancelářské prostory a sál loutkového divadla. Fasáda správní části je výrazná díky svému rizalitu, zakončeným stupňovitými štíty s cimbuřím a plastikou sokola. V suprafenestrách v prvním podlaží se nachází štukový dekor. Nad hlavním vstupem je balkon ve tvaru písmene U, stojící na dvou sloupech. Okna traktu s tělocvičnou stojí v symetrických osách nad sebou. V přízemí jsou obdélníková a v patře obloukovitě zakončená. Obsahují zachovalé okenní výplně. Zastřešení budovy je řešeno mansardovou střechou. Nad správní částí se nachází střešní lucerna.
Jak spojovací chodba, tak samotný sál tělocvičny, jenž má rozměry 24 x 16 x 8,85 metrů, jsou štukově zdobeny a na stropech se nachází výmalba. V podélné ose sálu se nachází sedm metrů široké jeviště. Původně měla být vystavěna i 15 metrů široká galerie, k jejíž realizaci však nedošlo. V interiéru se dochovala většina původních podlah, dveří včetně zárubní a výplní, schodišťových zábradlí či obkladů na stěnách.